# Szinyavinói offenzíva (1942)
A szinyavinói offenzíva a Vörös Hadsereg támadása volt 1942 nyarán, amellyel a Leningrád (a mai Szentpétervár) körüli német-finn blokádot próbálták meg feltörni, sikertelenül. A támadás taktikai kudarc és stratégiai siker volt, mivel a Wehrmacht kénytelen volt miatta lemondani tervezett saját offenzívájáról, és ezután már nem volt képes újabb támadást indítani a város elfoglalására. Leningrád ostroma egy évvel korábban kezdődött, és elvágta a város ellátási vonalait, és a felszabadításuk is a szovjet támadás célja volt. 
A szinyavinói offenzíva 1942. augusztus 19-én kezdődött, tökéletes időzítéssel ahhoz, hogy megelőzze az Északi fény hadműveletet, amelyet a németek néhány nappal később terveztek elindítani, hogy véget vessenek az ostromnak és összekapcsolódjanak az északon álló finn erőkkel. A támadás segítésére a németek jelentős erőt csoportosítottak át Szevasztopolból, amelyet a németek megostromoltak és júliusban elfoglaltak. Egyik fél sem tudott a másik támadási tervéről, így a csata mindkét fél számára váratlan módon alakult. 
A szovjet offenzíva két lépcsőben indult. A támadást a Leningrádi Front kezdte, augusztus 19-én, majd augusztus 27-én megindult a Volhovi Front is. Augusztus 28-ától a németek az Északi Fény hadműveletre előkészített csapatokat fokozatosan a szovjet támadás elhárítására fordították. A kezdeti német ellentámadások elakadtak, de a szovjet csapatok se tudtak előretörni. Tíznapos patthelyzet után, szeptember 21-én a jelentősen megerősített német csapatok ellentámadást indítottak. Öt napnyi heves harcok után elvágták a szovjet kitörést. Október 10-re a frontvonal visszatért a csata előtti helyére. A heves csatározások még október 15-éig folytatódtak. Addigra az utolsó elvágott szovjet egységek is megsemmisültek, vagy kitörtek.   
Végül a szovjet offenzíva elhalt, de a németek olyan nagy veszteségeket szenvedtek, hogy kénytelenek voltak védelmi pozíciókat elfoglalni. Novemberben a német erősítést egyéb egységekkel együtt Sztálingrád elfoglalására dobták át. A támadó Északi Fény hadműveletre így végül nem került sor.

## Fordítás
Ez a szócikk részben vagy egészben  az   az angol cikk címe című angol Wikipédia-szócikk ezen változatának fordításán alapul.  Az eredeti cikk szerkesztőit annak laptörténete sorolja fel. Ez a jelzés csupán a megfogalmazás eredetét és a szerzői jogokat jelzi, nem szolgál a cikkben szereplő információk forrásmegjelöléseként.